# Án lệ 58/2023/AL
Án lệ 58/2023/AL về tình tiết định khung hình phạt tại điểm c khoản 3 Điều 244 của Bộ luật Hình sự là án lệ thứ 58 thuộc lĩnh vực hình sự của hệ thống pháp luật Việt Nam, được Hội đồng Thẩm phán Tòa án nhân dân tối cao thông qua, Chánh án Nguyễn Hòa Bình ra quyết định công bố ngày 24 tháng 2 năm 2023, và có hiệu lực cho tòa án các cấp trong cả nước nghiên cứu, áp dụng trong xét xử từ ngày 27 tháng 3 năm 2023. Án lệ này dựa trên nguồn là Bản án hình sự sơ thẩm số 179 được ban hành 14 tháng 9 năm 2018 của Tòa án nhân dân thành phố Hạ Long về vụ án "Vi phạm quy định về bảo vệ động vật nguy cấp, quý, hiếm", với nội dung xoay quanh tội phạm này, về vấn đề sinh thái học, bộ phận cơ thể không thể tách rời sự sống của động vật, và Điều 244 Bộ luật Hình sự. Án lệ này do Vụ Pháp chế và Quản lý khoa học của Tòa án nhân dân tối cao đề xuất.
Trong vụ án này, cảnh sát giao thông địa phương trong quá trình kiểm tra phương tiện giao thông đã phát hiện một xe khách có chở nhiều động vật và sản phẩm động vật tình nghi là quý hiếm trên tuyến đường ở Hạ Long, theo đó tạm giữ hành khách vận chuyển, gửi cơ quan giám định thì nhận được kết luận hàng hóa gồm các loài thuộc diện bảo vệ như hổ, tê tê, đặc biệt trong kiện hàng là 5 cá thể hổ con đã chết và 1 bộ phận sinh dục hổ đực, dẫn tới khởi tố và điều tra vụ án. Căn cứ kết quả giám định và điều tra, cơ quan tố tụng tiến hành phiên tòa sơ thẩm, theo đó nhận định số lượng hổ được vận chuyển là 5 hay 6, nghị án về việc định khung hình phạt giữa khung 5–10 năm tù đối với trường hợp 5 cá thể hổ, 10–15 năm tù đối với trường hợp 6 cá thể hổ. Cuối cùng với nhận định căn cứ tình tiết "bộ phận sinh dục là bộ phận không thể tách rời sự sống", tòa kết luận người phạm tội đã vận chuyển 6 cá thể hổ, bị xử phạt 10 năm tù.

## Nội dung vụ án
Khoảng 3h15 phút rạng sáng ngày 7 tháng 1 năm 2018, tại đoạn đường thuộc Quốc lộ 18, phường Bãi Cháy, thành phố Hạ Long, Tổ công tác Phương án 12, Phòng PC67 Công an tỉnh Quảng Ninh kiểm tra xe ô tô khách do Nguyễn Văn Hùng điều khiển, phát hiện bắt quả tang Hoàng Đình Quân là khách đi trên xe vận chuyển 3 thùng bìa cứng, 3 túi nylon, 1 thùng xốp và 1 bọc nhỏ, chứa nhiều loài động vật và sản phẩm động vật. Tại thời điểm bắt quả tang, các loài động vật và vật phẩm cụ thể chưa được xác minh, được nghi là khỉ, hổ lớn và hổ con, bộ phận sinh dục, thịt hổ đông lạnh, răng hổ, túi mật bò tót, vẩy tê tê. Công an tỉnh đã tịch thu các vật phẩm được vận chuyển, đưa đến Viện Sinh thái và Tài nguyên sinh vật của Viện Hàn lâm Khoa học và Công nghệ Việt Nam để giám định sau đó tiêu hủy, đồng thời bắt giữ rồi khởi tố và điều tra Đình Quân, tịch thu Nokia 1134, iPhone 7 và 2 triệu đồng tiền mặt. Sau đó, các cá thể khỉ còn sống được bàn giao cho Chi cục Kiểm lâm tỉnh Quảng Ninh để nuôi dưỡng và thả về rừng, sung công quỹ tiền và phát mại điện thoại.

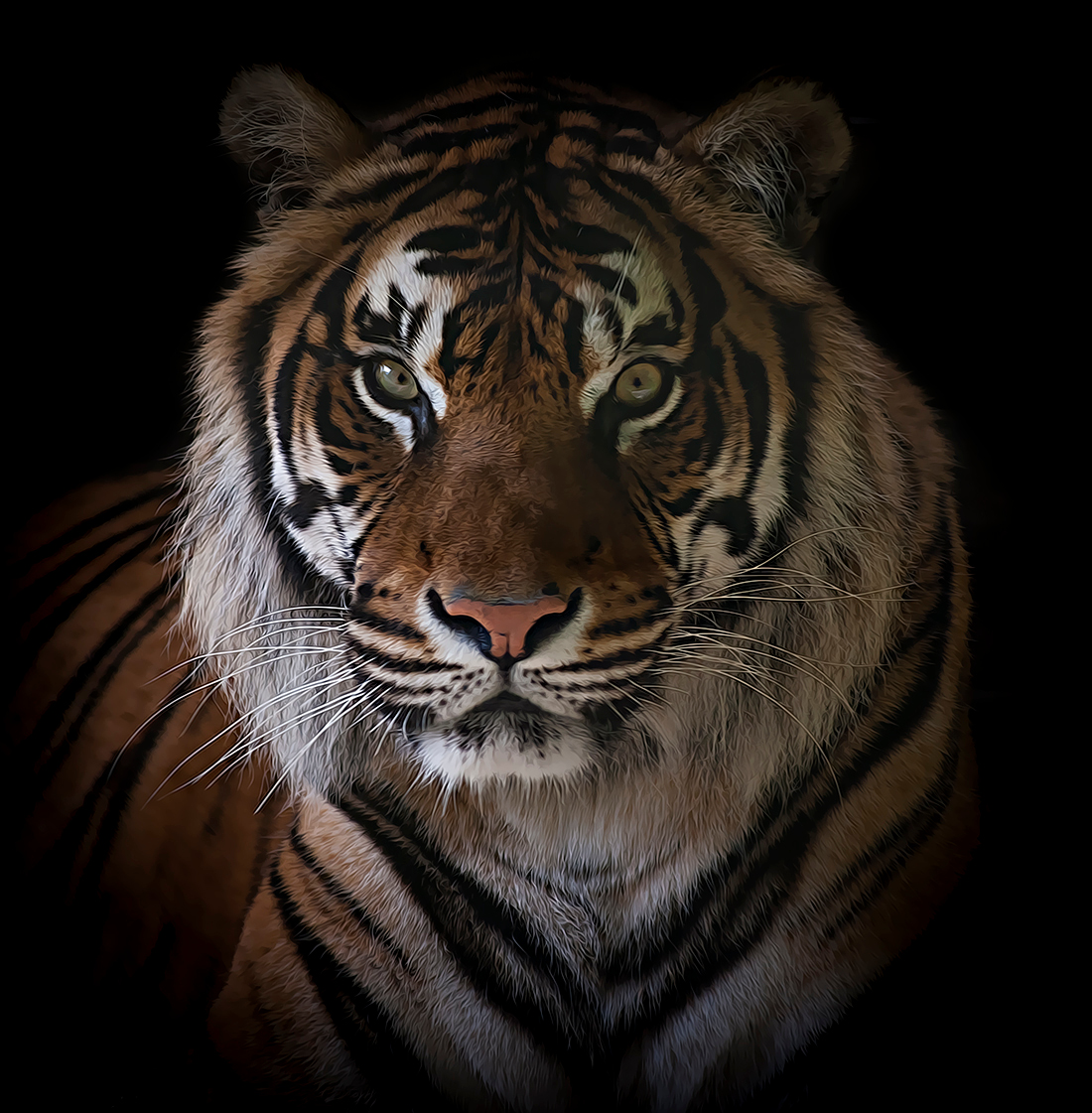
Loài Panthera tigris, vật phẩm chủ yếu được vận chuyển trong vụ án.

Trong quá trình điều tra, lái xe Văn Hùng và các phụ xe khai rằng họ chạy xe tuyến thành phố Vinh – Móng Cái. Khoảng 18h15 phút, xe của các anh xuất bến từ Vinh, khi xe chạy đến cầu vượt Nghi Kim ở Vinh thì đón một thanh niên – sau này biết tên là Đình Quân – mang theo 3 túi nylon màu đen và khoác trên vai 1 ba lô màu đen. Khi xe chạy đến khu vực huyện Diễn Châu, Nghệ An thì thanh niên đó yêu cầu dừng xe và chuyển lên xe 3 thùng bìa cứng. Khi xe chạy đến khu vực huyện Quỳnh Lưu vẫn trong Nghệ An thì thanh niên đó lại yêu cầu dừng xe và tiếp tục chuyển lên xe 1 thùng xốp, rồi chạy đến Hạ Long thì bị công an kiểm tra. Đình Quân khai rằng anh trước đây làm nghề phụ xe khách tuyến thành phố Vinh – Móng Cái, có nhiều người hay gửi hàng cho anh vận chuyển và có số điện thoại của anh. Vào khoảng 2 ngày trước ngày bị bắt thì có người đàn ông tên là Sơn gọi điện thoại cho anh, thuê vận chuyển một số hàng hóa là động vật trong đó có hổ, khỉ, vẩy tê tê, mật bò, răng thú, từ Vinh ra Móng Cái với giá tiền công vận chuyển là 2 triệu đồng. Sơn nói với Đình Quân là đến nhận hàng tại các địa điểm là cầu vượt Nghi Kim, Diễn Châu và Quỳnh Lưu. Khoảng 16 giờ ngày 6 tháng 1, Sơn gọi điện bảo đi chuyển hàng, Đình Quân đặt chỗ xe Văn Hùng, hẹn đón ở Nghi Kim. Sau đó 30 phút, Đình Quân đến Nghi Kim, gặp một người đàn ông đưa cho 3 túi màu đen và 2 triệu đồng, bảo là gửi cho Sơn, Đình Quân nhận hàng rồi đón xe khách. Trên đường đi, ở Diễn Châu và Quỳnh Lưu, lần lượt có người gọi điện thoại nhận để chuyển hàng. Đình Quân khai không biết lai lịch, địa chỉ của Sơn và những người đàn ông gửi hàng cho Sơn, chỉ giao dịch qua điện thoại, chưa gặp lần nào.

## Giám định động vật
| Các loài được vận chuyển trong vụ án | Các loài được vận chuyển trong vụ án | Các loài được vận chuyển trong vụ án                           |
| Loài                                 | Danh pháp                            | Thống kê                                                       |
| ------------------------------------ | ------------------------------------ | -------------------------------------------------------------- |
| Khỉ                                  | Macaca leonica                       | 3 cá thể sống                                                  |
| Hổ                                   | Panthera tigris                      | 5 cá thể hổ con đông lạnh 1 bộ phận sinh dục hổ đực 41 kg thịt |
| Tê tê                                | Manis gigantea                       | 50 kg vẩy                                                      |
| Chó                                  | Canis lupus familiaris               | 20 răng nanh, túi mật                                          |
| Bò                                   | Bos indicus                          | Túi mật                                                        |

Viện Sinh thái và Tài nguyên sinh vật tiến hành giám định động vật hoang dã và đưa ra kết luận: thùng bìa cứng thứ nhất có 3 cá thể động vật còn sống là loài khỉ đuôi lợn có tên khoa học là Macaca leonica, thuộc thực vật rừng, động vật rừng hạn chế khai thác, sử dụng vì mục đích thương mại. Thùng bìa cứng thứ 2 gồm 5 cá thể động vật đông lạnh đã chết, bộ phận sinh dục của cá thể động vật nặng 1 kg, sau khi giám định hình thái và DNA là loài hổ có tên khoa học Panthera tigris, và bộ phận sinh dục là bộ phận không thể tách rời sự sống. Thùng xốp chứa 41 kg thịt đông lạnh cũng là của hổ, và giám định giả định nếu tổng trọng lượng này là của 1 cá thể thì sẽ dẫn đến cá thể hổ không thể tồn tại. Loài hổ thuộc danh mục loài nguy cấp, quý, hiếm được ưu tiên bảo vệ theo nghị định của Chính phủ. Ba túi nylon trọng lượng 50 kg với mẫu vật giám định là bộ phận vẩy của loài tê tê có tên khoa học là Manis gigantea, thuộc loài động vật, thực vật hoang dã theo quy định của Bộ Nông nghiệp và Phát triển nông thôn, giả định nếu số vẩy trên là của nhiều cá thể thì không ảnh hưởng đến sự sống. Viện đã giám định bổ sung về các sản phẩm động vật, theo đó kết luận bọc nhỏ chứa 20 răng nanh là của loài thú ăn thịt, giám định là của loài chó, có tên khoa học Canis lupus familiaris, loài động vật nuôi thông thường. Thùng bìa cứng thứ 3 có 5 bộ phận kích thước nhỏ, màu đen là túi mật, giám định là túi mật của loài chó, bên cạnh đó là 5 bộ phận kích thước lớn, dẹp màu hơi vàng là túi mật của loài bò, có tên khoa học Bos indicus, cũng là loài động vật nuôi thông thường.

## Xét xử
Hội đồng xét xử sơ thẩm, nhận định.
Trong các ngày 7, 14 tháng 9 năm 2018, Tòa án nhân dân thành phố Hạ Long, tỉnh Quảng Ninh mở phiên hình sự sơ thẩm tại trụ sở tòa ở số 439 Nguyễn Văn Cừ, phường Hồng Hải, Hạ Long, với chủ tọa là Thẩm phán Bùi Quang Vinh, Hội thẩm Vũ Thị Thơ, Phạm Văn Chuy, Kiểm sát viên Vũ Ngọc Quyên. Cáo trạng của Viện kiểm sát nhân dân thành phố Hạ Long đã truy tố bị cáo Hoàng Đình Quân về tội "Vi phạm quy định về bảo vệ động vật nguy cấp, quý, hiếm" về việc đã vận chuyển trái phép 5 cá thể hổ đông lạnh, đề nghị mức án từ 8–9 năm tù. Về phía hội đồng xét xử, nhận định rằng lời khai nhận tội của bị cáo phù hợp với lời khai của các người làm chứng là lái xe và phụ xe, phù hợp với biên bản bắt người phạm tội quả tang do Công an tỉnh Quảng Ninh lập lúc bắt quả tang, phù hợp với kết luận giám định. Như vậy có đủ căn cứ kết luận bị cáo bị bắt quả tang có hành vi vận chuyển trái phép các loài động vật, sản phẩm động vật theo kết quả giám định. Tòa căn cứ quy định về danh mục loài nguy cấp quý hiếm được ưu tiên bảo vệ của Chính phủ, các loài động vật, thực vật hoang dã quy định của Bộ Nông nghiệp và Phát triển Nông thôn, có tên loài hổ và loài tê tê hay còn gọi là tê tê khổng lồ. Như vậy hành vi của Đình Quân đã phạm tội "Vi phạm quy định về bảo vệ động vật nguy cấp, quý, hiếm". Từ đây, tòa viện dẫn các điều khoản để xác định khung hình phạt.

Tòa nhận định rằng kết luận giám định không xác định được 50 kg vẩy tê tê là vẩy trên nhiều cá thể hay trên một cá thể tê tê nên không thể xác định đây là bộ phận không thể tách rời sự sống của con tê tê; không kết luận được 41 kg thịt hổ là thịt của một con hổ hay thịt của nhiều con hổ nên không thể xác định đây là bộ phận không thể tách rời sự sống của con hổ. Kết luận giám định chưa xác định 1 bộ phận sinh dục hổ đực có phải của một trong năm con hổ đông lạnh hay không, do toàn bộ số tang vật trên đã bị tiêu hủy không thể cho giám định bổ sung. Dựa trên biên bản xác định tình trạng sản phẩm, sức khỏe động vật thì 5 cá thể hổ đông lạnh đã chết là hổ con, và nhẹ cân. Bên cạnh đó là so sánh cân nặng với bộ phận sinh dục của hổ đực trong thùng bìa cứng thì tòa đưa ra nhận định bộ phận sinh dục này không phải là của 1 trong 5 hổ con, mà là của một con hổ thứ 6. Và với căn cứ giám định rằng bộ phận sinh dục là bộ phận không thể tách rời sự sống của con hổ nên có nghĩa con hổ thứ 6 bị giết để có được bộ phận sinh dục đó cho bị cáo vận chuyển, tức bị cáo có hành vi vận chuyển tương ứng với việc vận chuyển 6 con hổ. Sau đó, tòa viện dẫn điểm c khoản 3 Điều 244, Bộ luật Hình sự:
"...Phạm tội thuộc một trong các trường hợp sau đây, thì bị phạt tù từ 10 năm đến 15 năm:
a)...;

c) Từ 03 cá thể voi, tê giác trở lên hoặc bộ phận cơ thể không thể tách rời sự sống của từ 03 cá thể voi, tê giác trở lên; từ 06 cá thể gấu, hổ trở lên hoặc bộ phận cơ thể không thể tách rời sự sống của từ 06 cá thể gấu, hổ trở lên;"
Từ quy định của điều luật thấy rằng chỉ cần vận chuyển bộ phận không thể tách rời sự sống của 6 cá thể hổ trở lên là đã phạm vào điều khoản này, trong khi đó vận chuyển dưới 6 cá thể mà cụ thể là 3–5 cá thể hổ thì khung hình phạt là 5–10 năm tù. Nội dung của điều luật này nhằm đến việc xử lý các hành vi phạm tội nghiêm trọng xâm phạm đến sự sống của từ 6 cá thể hổ trở lên. Hội đồng xét xử kết luận Đình Quân vận chuyển 5 cá thể hổ và 1 bộ phận không thể tách rời sự sống của cá thể hổ thứ 6 là đã xâm phạm đến sự sống của 6 cá thể hổ nên phải chịu hình phạt. Tòa áp dụng khung hình phạt nặng hơn so với cáo trạng của Viện kiểm sát, kết luận hành vi của bị cáo là nguy hiểm cho xã hội, đã xâm phạm vào các quy định của nhà nước về bảo vệ môi trường sinh thái, bảo vệ cân bằng sinh thái, đa dạng sinh học của các loài động vật hoang dã, quý hiếm trong môi trường sinh thái. Tòa nhận định Đình Quân mặc dù biết pháp luật nghiêm cấm nhưng vẫn thực hiện hành vi vận chuyển số lượng lớn động vật nguy cấp quý hiếm được ưu tiên bảo vệ nên cần thiết phải xử lý nghiêm khắc, cách ly bị cáo ra khỏi đời sống xã hội, mới có tác dụng giáo dục riêng và phòng ngừa chung. Có xem xét giảm hình phạt với các yếu tố như bị cáo có thái độ khai báo thành khẩn, ăn năn hối cải, phạm tội lần đầu, có bố đẻ là bộ đội chống Mỹ. Sau cùng, tòa tuyên án Đình Quân phạm tội "Vi phạm quy định về bảo vệ động vật nguy cấp, quý, hiếm", phạt 10 năm tù.

## Hình thành án lệ
Vụ Pháp chế và Quản lý khoa học của Tòa án nhân dân tối cao đã đề xuất đưa bản án hình sự sơ thẩm của vụ án này làm án lệ trong lĩnh vực hình sự, tập trung vào việc phân tích tình tiết định khung hình phạt của Điều 244, Bộ luật Hình sự dựa trên những căn cứ thực tế của các cơ quan liên quan mà cụ thể là đơn vị giám định khoa học, từ đó đưa ra phán quyết cuối cùng. Ngoài ra, đề xuất này đề cập tới vụ án về việc vận chuyển trái pháp động vật hoang dã, sản phẩm động vật, việc xử lý vụ án nêu bật lên hệ thống pháp luật bảo vệ môi trường sinh thái, đa dạng sinh học của các loài động vật hoang dã, quý hiếm của Việt Nam. Sau đó, đề xuất này là 1 trong 18 dự thảo án lệ vượt qua vòng đánh giá đầu tiên, và đồng thời là 1 trong 6 dự thảo án lệ hình sự, việc lấy ý kiến và các kiến nghị từ công chúng và giới khoa học xã hội ngành luật ở vòng thứ hai được tiến hành từ ngày 11 tháng 1, thông qua hội thảo, và đăng tải trực tuyến trên trang tin điện tử án lệ, rồi được thảo luận, cho ý kiến ở bước thứ 3 bởi Hội đồng tư vấn án lệ. Trong 3 ngày 1–3 tháng 2 năm 2023, Hội đồng Thẩm phán họp và quyết định thông qua 7 trong 18 dự thảo, trong đó có bản án về tình tiết định khung hình phạt tại điểm c khoản 3 Điều 244 của Bộ luật Hình sự này, chính thức là Án lệ số 58/2023/AL.